# Ensalada catalana

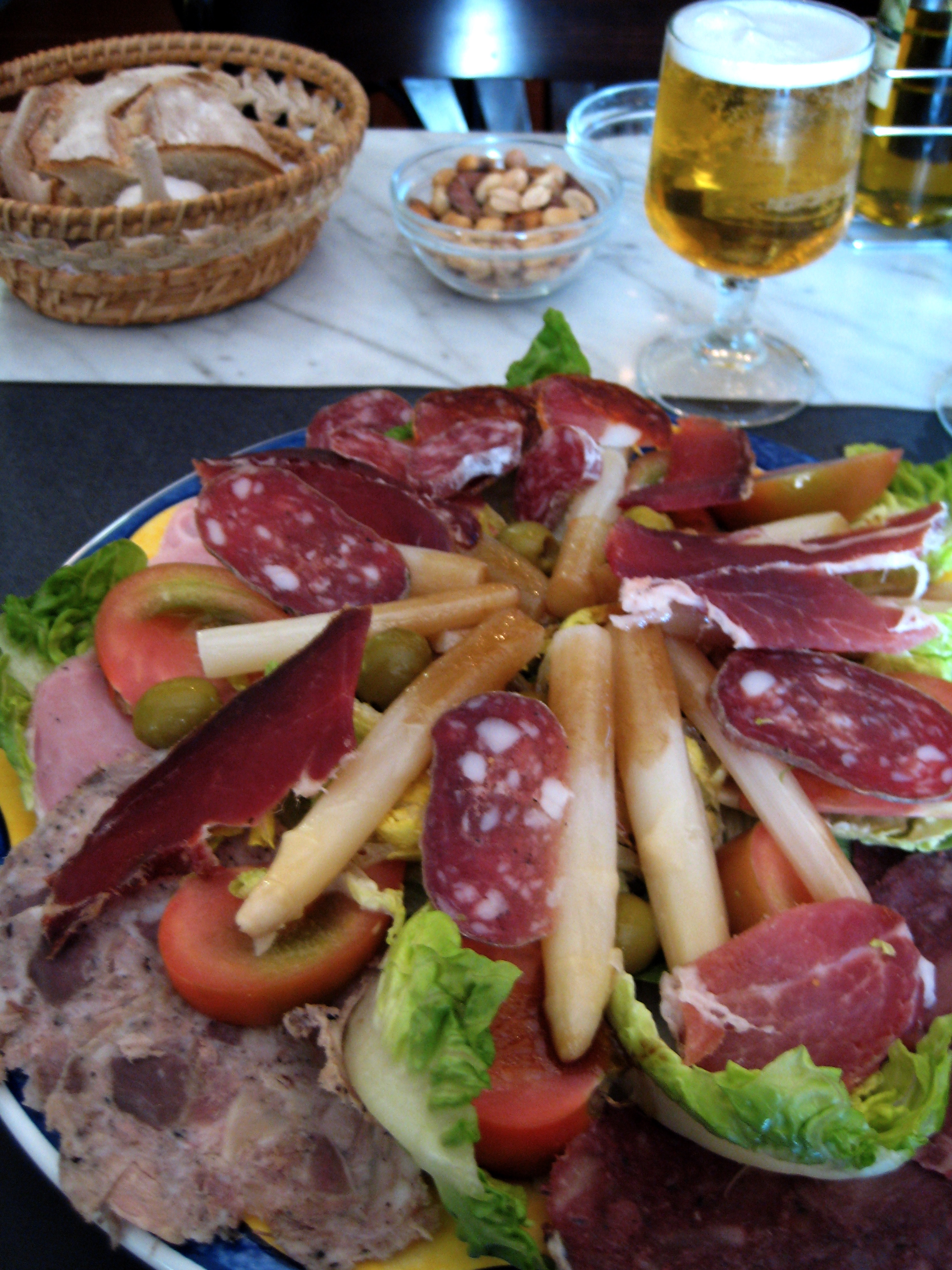
Ensalada catalana.

La ensalada catalana es una ensalada típica de la gastronomía de Cataluña que se hace con lechuga, tomate, cebolla, aceitunas y a veces otras hortalizas y verduras (pimiento, espárrago, etcétera), cubiertos de finas lonchas de embutidos variados de la región (butifarra, tripa rellena, jamón, fuet, etcétera), aliñada con aceite de oliva, algo de vinagre o zumo de limón, sal y, si se quiere, pimienta negra. No suele llevar chorizo ni sobrasada.

## Historia
No es posible datar su fecha de origen y el momento exacto en que nace. Una teoría es que los campesinos catalanes preparaban este plato desde antes del siglo XVII pues tenían a la mano los ingredientes necesarios como verduras, embutidos y los mezclaban con aceite y vinagre.
Jaume Fàbrega historiador de la cocina catalana, describe en su libro El gust d’un poble: els plats més famosos de la cuina catalana Que la ensalada catalana no tenía un nombre, ni de forma fija todos los ingredientes tipificados, pues cada hogar la preparaba con los embutidos y vegetales que tuvieran a la mano. “Su origen, ciertamente, es la esplendorosa merienda que se hacía en verano en las casas de payés, coincidiendo con las arduas tascas de segar y batir”, Para el autor Fàbrega el adjetivo "Catalana" fue dado en 1930. Añade el autor que se considera catalana la ensalada siempre y cuando se cumplan dos condiciones: El frescor de los vegetales y la calidad de los embutidos.
La historiadora Núria Bàguena indica que la ensalada catalana como se conoce hoy en día es producto de la hostelería, ya que el plato nunca se servía de forma individual, sino que, aclara la investigadora, "Las ensaladas de verduras frescas se disponían en la mesa de forma comunal, en un gran plato o bandeja del que todos los comensales iban picando a lo largo de la comida”.
Los inmigrantes catalanes en Guatemala, llevaron consigo la receta al Reino de Guatemala, donde este plato dio origen al Fiambre Guatemalteco.